# 石井将希
石井 将希（いしい まさき、1995年7月12日 - ）は、群馬県高崎市出身の元プロ野球選手（投手）。左投左打。

## 経歴

### プロ入り前
三人兄弟の末子。6歳年上の長兄・3歳年上の次兄ともバスケットボールを習っていた影響で、自身も小学3年時まではバスケットボールに興じていた。しかし、ソフトボール大会へ偶然参加したことをきっかけに、小学4年時から軟式野球へ転向した。ただし、転向当初は野球の知識がないまま、右利き用のグラブでプレー。その姿を見た指導者の勧めで左投げに変えたことが、大きな転機になったという。
佐野中学校時代には、軟式野球部へ所属。当時白夜書房から発行されていた『野球小僧』に有望選手として取り上げられるほど、左腕投手として抜群の能力を発揮した。
桐生第一高校では、1年時からベンチ入り。3年春の群馬県大会で死球を受けて右手甲を骨折するが、夏の群馬大会2回戦で実戦に復帰したところ、5回3失点という内容でチームの勝利に貢献した。もっとも、次の3回戦で敗退するなど、在校中には春夏とも甲子園球場の全国大会と無縁であった。
上武大学への進学後は、2年時の春に関甲新学生野球のリーグ戦へ初めて登板すると、4勝を挙げて最優秀新人賞を獲得。在学中は、主に救援で起用された。同学年に島田海吏がいる。
2017年のNPB育成ドラフト会議で、阪神タイガースから1巡目で指名。支度金200万円、年俸300万円（金額は推定）という条件で、育成選手として入団した。背番号は121。ちなみに、育成ドラフト会議の前に開かれた支配下登録選手向けのドラフト会議では、島田も阪神から4巡目で指名。後に入団したため、石井と再びチームメイトになった。

### プロ入り後
2018年には、ウエスタン・リーグ公式戦に12試合登板し、防御率9.00で勝敗は付かなかった。シーズン終了後には、台湾で催されたアジア・ウィンター・リーグに、NPBウエスタン・リーグ選抜チームの一員として参加。2試合で先発を任されるなど、4試合に登板した。
2019年には、救援投手として、ウエスタン・リーグ公式戦トップの48試合に登板。2勝2敗1セーブ、防御率3.46という成績を残したが、支配下選手契約への移行は見送られた。
2020年には、ウエスタン・リーグ公式戦で開幕から9月下旬までに、17試合の救援登板で防御率1.07をマーク。シーズン特例による新規契約期限日の9月30日に、自身と同じ左投手の横山雄哉と共に、育成選手契約から支配下選手契約へ移行した。背番号は93で、登録の翌日（10月1日）まで12登板試合連続無失点という好成績を残していたことも背景に、同月7日の対広島東洋カープ戦（マツダスタジアム）8回裏に一軍公式戦へデビュー。一軍公式戦への登板はこの1試合だけにとどまったが、ウエスタン・リーグ公式戦では27試合の登板で、防御率1.50という好成績を記録した。レギュラーシーズン最終盤から参加しているフェニックスリーグではサイドスローに挑戦している。
2021年シーズンは一軍での登板は無く、10月5日に球団より戦力外通告を受けた。12月8日にメットライフドームにて開催された12球団合同トライアウトを受けた。

### 社会人時代
2022年1月14日、社会人野球のエイジェックで現役続行することが発表された。
2024年10月31日、現役引退が発表された。引退後はエイジェックで営業職として社業に専念する。

## 選手としての特徴
左腕から最速150km/hのストレートと、スライダー、カーブ、フォーク、チェンジアップといった多彩な変化球を投げ分ける。
阪神へ入団した2018年まではセットポジションで投げていたが、同年の秋季キャンプから投球フォームを改造。右足を高く上げたまま、軸足である左足に体重を乗せるなど、身体を大きく使いながら思い切って投げることを意識するようになった。2020年のウエスタン・リーグ公式戦ではこのフォームで好成績を残したが、一軍の公式戦へ1試合登板しただけで出場選手登録を抹消された後に、オーバースローからサイドスローへ転向した。チームにサイドスローの左投手がいないことや、この年の一軍生活がわずか1イニング（2被安打1失点）で終わったことを背景に、「何か変えないといけない」という危機感を持ったことによる。

## 詳細情報

### 年度別投手成績
| 年 度     | 球 団     | 登 板 | 先 発 | 完 投 | 完 封 | 無 四 球 | 勝 利 | 敗 戦 | セ 丨 ブ | ホ 丨 ル ド | 勝 率 | 打 者 | 投 球 回 | 被 安 打 | 被 本 塁 打 | 与 四 球 | 敬 遠 | 与 死 球 | 奪 三 振 | 暴 投 | ボ 丨 ク | 失 点 | 自 責 点 | 防 御 率 | W H I P |
| --------- | --------- | ----- | ----- | ----- | ----- | -------- | ----- | ----- | -------- | ----------- | ----- | ----- | -------- | -------- | ----------- | -------- | ----- | -------- | -------- | ----- | -------- | ----- | -------- | -------- | ------- |
| 2020      | 阪神      | 1     | 0     | 0     | 0     | 0        | 0     | 0     | 0        | 0           | ----  | 7     | 1.0      | 2        | 0           | 2        | 0     | 0        | 0        | 0     | 0        | 1     | 1        | 9.00     | 4.00    |
| 通算：1年 | 通算：1年 | 1     | 0     | 0     | 0     | 0        | 0     | 0     | 0        | 0           | ----  | 7     | 1.0      | 2        | 0           | 2        | 0     | 0        | 0        | 0     | 0        | 1     | 1        | 9.00     | 4.00    |

- 2021年度シーズン終了時

### 年度別守備成績
| 年 度 | 球 団 | 投手  | 投手  | 投手  | 投手  | 投手  | 投手     |
| 年 度 | 球 団 | 試 合 | 刺 殺 | 補 殺 | 失 策 | 併 殺 | 守 備 率 |
| ----- | ----- | ----- | ----- | ----- | ----- | ----- | -------- |
| 2020  | 阪神  | 1     | 0     | 0     | 0     | 0     | ----     |
| 通算  | 通算  | 1     | 0     | 0     | 0     | 0     | ----     |

- 2021年度シーズン終了時

### 記録
初記録
- 初登板：2020年10月7日、対広島東洋カープ19回戦（MAZDA Zoom-Zoom スタジアム広島）、8回裏に5番手で救援登板・完了、1回1失点

### 背番号
- 121（2018年 - 2020年9月29日）
- 93（2020年9月30日 - 2021年）

### 登場曲
- 「スポットライト」HISATOMI（2018年 - 2020年）
- 「情熱のうた」カラーボトル（2021年 - ）